# Crystal Dunn
Crystal Alyssia Dunn (født 3. juli 1992) er en amerikansk fodboldspiller, der spiller for FA WSL 1 klubben Chelsea og USA. Hun var en del af USAs trup ved U/20 VM i fodbold for kvinder 2012 i Japan, og var på det tidspunkt en del af North Carolina Tar Heels women's soccer holdet, og samme år var hun modtager af Hermann Trophy. I 2015 vandt hun NWSL Most Valuable Player og Golden Boot priserne, og blev den yngste spiller, der vandt begge priser, som 23 år gammel.
Hun har spillet for USAs ungdomslandshold U/17, U/18 og U/20. Den 13. februar 2013 fik hun debut på USAs A- i en venskabskamp mod Skotland.